# Jet Boy, Jet Girl
Jet Boy, Jet Girl est une chanson du groupe punk Elton Motello sortie en single avec Pogo Pogo en novembre 1977.
Le premier  enregistrement de Jet Boy, Jet Girl est réalisé par des musiciens de studio autour d'Alan Ward, futur chanteur d'Elton Motello. Le single inclut le titre Pogo Pogo en face B. Les musiciens qui ont enregistré Pogo Pogo et Jet Boy Jet Girl en studio sont les mêmes que ceux qui ont enregistré Ça plane pour moi, qui possède la même mélodie que Jet Boy, Jet Girl. Il s'agit de Bob Dartsch, batterie ; John Valcke, guitare basse ; Mike Butcher, guitare. Ward fonde ensuite Elton Motello, et inclut une version de Jet Boy, Jet Girl sur le premier album du nouveau groupe, Victim of Time.
Les paroles évoquent de manière crue la liaison homosexuelle d'un jeune homme de 15 ans avec un homme plus âgé, et comportent des références au sniff de colle, à la pénétration et au meurtre.
Jet Boy, Jet Girl a eu bien moins de succès que son  « double » francophone, se classant uniquement dans le Top 40 Singles en Australie.
La chanson a été reprise par plusieurs artistes, notamment par The Damned.